# Leo Richters Porträt
Leo Richters Porträt ist der Titel einer Kurzgeschichte des deutsch-österreichischen Autors Daniel Kehlmann, die 2009 beim Rowohlt Verlag zusammen mit einem Porträt des Autors von Adam Soboczynski erschienen ist. Die Kurzgeschichte wurde bereits 2008 vor Ruhm – Ein Roman in neun Geschichten unter dem Titel Sein Porträt in der Wochenzeitung Die Zeit veröffentlicht und erzählt von der Angst eines Autors vor dem Blick eines Journalisten.

## Inhalt
Bei dem bekannten Autor Leo Richter – eine der Hauptfiguren aus Kehlmanns Roman Ruhm – meldet sich ein renommiertes Magazin, weil es von ihm ein Porträt veröffentlichen will. Ohne viel nachzudenken, willigt der Autor ein und bereut es sofort, denn Leo Richter ist eher ängstlich und selbstzweiflerisch veranlagt. Daher wird er regelrecht von Panik erfasst, als er dem Journalisten Guido Rabenwall begegnet, der sein Porträt verfassen soll.
Dem Journalisten, etwa siebzig Jahre alt und über zwei Meter groß, scheint es nur darum zu gehen, Richter einzuschüchtern und die dunklen Seiten in seinem Leben aufzudecken. Regelmäßig ruft er Richter nachts wegen Fragen an und horcht sämtliche Freunde und Familienmitglieder aus. Bald kennt er erschreckend viele Details aus dem Leben des Autors. Richters Versuch, die Veröffentlichung zu stoppen, scheitert. Stattdessen schickt Rabenwall ihm seitenlange Fragebögen. Der Autor kann dem lästigen Journalisten nicht entfliehen. Er lauert ihm sogar bei einer Lesung auf und beobachtet ihn im Umgang mit seinen Lesern.
Dann aber fragt sich Richter auch, ob seine Angst nicht so sehr der Sorge entsprang, Rabenwall könnte seine Geheimnisse entdecken, als der, dass er nicht genug Geheimnisse hatte. Am Ende löst sich seine nicht fest umrissene Persönlichkeit auf.

## Pressestimmen
„Virtuos und auf äußerst amüsante Weise erzählt Daniel Kehlmann von den Leiden seines Alter Ego, das durch die penetranten Fragen des fremden Journalisten zunehmend in eine Rolle hineingetrieben wird.“

## Ausgaben
- Sein Porträt. In: Die Zeit., 16. Oktober 2008 Nr. 43.
- Sein Porträt. In: Zeit Online, 16. Oktober 2008.
- Leo Richters Porträt. Sowie ein Porträt des Autors von Adam Soboczynski. Rowohlt Verlag, Reinbek bei Hamburg 2009, ISBN 349925302X.
- Ulrich Matthes liest Daniel Kehlmann, Leo Richters Porträt. Ungekürzte Lesung. Sowie ein Porträt des Autors von Adam Soboczynski. Argon Verlag, Berlin 2009, ISBN 3866109644 (Hörbuchausgabe).